# دون ريفيلد
دون ريفيلد (بالإنجليزية: Don Rehfeldt)‏ مواليد 07 يناير 1927 في شيكاغو - الوفاة 16 أكتوبر 1980، كان لاعب كرة سلة أمريكي. بدأ مسيرته الاحترافية في سنة 1950. تم اختياره من قبل فريق بالتيمور باليتس خلال الدرافت. بلغ طوله 6 قدم 7 بوصة (2.0 م). اعتزل اللعب في 1952. لعب مع بالتيمور باليتس وأتلانتا هوكس.

## روابط خارجية
- دون ريفيلد على موقع إن بي أي (الإنجليزية)
- دون ريفيلد على موقع سبورتس رفرنس (الإنجليزية)
- دون ريفيلد على موقع كلية كرة السلة في سبورتس رفرنس.كوم (الإنجليزية)
- دون ريفيلد على موقع ريلجم (الإنجليزية)
- دون ريفيلد على موقع بروبوليرز (الإنجليزية)